# Corneille de Ghistelles
Corneille de Ghistelles, en flamand Cornelis van Ghistele, né à Anvers vers 1510 et mort en 1573, est un poète rhétoricien des Pays-Bas méridionaux, également connu sous le pseudonyme de Talpa ou De Mol (taupe, respectivement en latin et en néerlandais), de profession tonnelier, distillateur de vinaigre, marchand de sucre, de céréales et de produits laitiers et agent de l'accise.

## Biographie
Corneille de Ghistelles est le fils de Jean de Ghistelles, gouverneur de Gravelines et de Madeleine van der Burch. On ignore les dates exactes de sa naissance et de son baptême. Il a des frères et sœurs, Adrien, Guillaume et Marie.
Il épouse Antonia Pénélope de Brederode (1525-1592), fille de Renaud III de Brederode et veuve du comte Antoine de Isenburg (Heinrich von Isenburg), assassiné en 1548 à Waelhem. Corneille de Ghistelles a un fils, Pierre, gouverneur de Meurs et d'Ostende, décédé en 1604 à Ostende suite de blessures subies au siège d'Ostende.
Le 9 août 1525, il se fit inscrire à la faculté Artes de l'université de Louvain,.
L'inventaire de sa maison, dressé en 1548, confirme suffisamment que de Ghistele professe la religion catholique : il possède une statue de la Vierge Marie, et quatre tableaux dont trois représentant des sujets religieux.
À partir des années 1550, l'écriture devint l'occupation principale de de Ghistele ; une situation qui fut, selon toute vraisemblance, causée par des problèmes juridiques et des dettes contractées après de désastreuses spéculations immobilières.
Le 24 juin 1573, il rédige son testament, et il meurt la même année.

## Œuvre

### Remarques générales
Van Ghistele est un représentant typique de l'époque de transition entre le Moyen Âge et l'époque moderne. En qualité de facteur (ou poète en titre) d'une chambre de rhétorique anversoise, De Goudbloem (Le Souci), il écrit des pièces dramatiques, telles que Van Eneas ende Dido (D'Énée et de Didon, vers 1551-1552), et vraisemblablement aussi Leander aen Hero (Léandre à Héro, vers 1552-1553). Ces deux pièces sont publiées sous une forme légèrement modifiée dans Den handel der amoureusheyt, ou Le Commerce de l'amour, en 1621. Il participe également au concours du landjuweel d'Anvers en 1561 et au festival de refrains de Bruxelles en 1562. Sa devise est Laet wrueten den mol (« Laissez fouiller la taupe »).
Rejetant l'identification traditionnelle de la rhétorique avec la poésie, Van Ghistele se tourne plutôt vers De Oratore de Cicéron lorsqu'il veut définir la rhétorique, et il passe par la description de la poésie comme un genre musical produit par inspiration divine. Il n'est aucunement un interprète de l'accent mis sur la forme, caractéristique de la littérature de la Renaissance.

### Œuvres latines
Son éducation humaniste apparaît de la façon la plus évidente dans ses écrits latins, Iphigeniae Immolationis libri duo, formée de distiques élégiaques, de 1554, et Ad Philippum Carmen Gratulatorium, poème de circonstance et de gratitude en hexamètres en commémoration de l'avènement de Philippe II, publié chez Christophe Plantin à Anvers en 1556.
Dans ce dernier poème, son auteur s'adresse au roi d'Espagne en l'appelant roi d'Angleterre, bien que Philippe II n'ait jamais été accepté tel quel par le parlement anglais, et qu'il ait dû quitter l'Angleterre en septembre 1555 - sans avoir engendré une progéniture chez sa femme, la reine Marie Tudor - pour se diriger vers Bruxelles où son père, l'empereur Charles Quint, transmet, le 25 octobre 1555, la gestion des Pays-Bas à son fils. Il s'agit ici donc d'une flatterie, car Philippe II n'a jamais été autre que prince consort de la reine de l'Angleterre.

### Traductions d'œuvres latines
Avant tout, Van Ghistele doit sa signification culturelle et historique à un nombre de traductions comme celle - la première en néerlandais - des Héroïdes d'Ovide, publiée en 1553, ainsi que de l’Énéide de Virgile en 1554-1556. En outre, il traduit les Comédies de Térence et Lingua d'Érasme, de 1555, Antigone de Sophocle, de 1556, et les Satires d'Horace, de 1559.
Van Ghistele est un rhétoricien orienté vers l'humanisme qui, avec peu d'outils auxiliaires à sa disposition, dans un enthousiasme juvénile, rend accessible à ses contemporains ignorants les chefs-d'œuvre de l'Antiquité. En portant l'attention sur la tragédie antique, ainsi que sur la distinction entre tragédie et comédie, il introduit ces notions, les établissant de manière définitive. Si, d'un côté, dans ses préfaces, Van Ghistele reproche aux humanistes de n'écrire qu'en latin, de l'autre il exprime son mépris pour les romans médiévaux sans valeur et autres œuvres littéraires divertissantes. Il justifie son travail en soulignant non seulement le mérite intrinsèque de ses originaux, mais aussi celui des traductions publiées dans d'autres langues modernes. Typique du traducteur de la Renaissance est son sens aigu de l'imperfection de la langue maternelle par rapport à la pureté, à la souplesse et à l'abondance des langues classiques.
La façon dont il mène ses lecteurs dans l'imaginaire et le monde des pensées de l'Antiquité, rompt avec celle de l'artiste du Moyen Âge, qui y voit surtout un trésor de sagesse et qui incorpore toujours cet imaginaire de l'Antiquité dans sa propre vision du monde. Van Ghistele est le premier dans les lettres néerlandaises à ouvrir les yeux pour l'imaginaire et l'univers spirituel d'une Antiquité qui représente une civilisation en elle-même, avec ses propres qualités, bien qu'elle soit perçue et défendue comme subordonnée au christianisme. Van Ghistele traduit selon les conventions de l'époque : il ne cherche pas à s'introduire dans la peau de l'auteur original pour exprimer en néerlandais les pensées et les émotions de celui-ci de manière aussi efficace que possible. Par contre, il essaie de pénétrer, pour autant qu'on puisse le faire, dans les pensées et les sentiments d'un tel auteur, pour, par la suite, versifier dans l'esprit, le style et la forme de son propre temps, celui des rhétoriciens. Pour ses travaux, Van Ghistele tente d'éviter le plus que possible l'emploi de mots d'emprunt.

## Influence
Ses traductions, imprimées à plusieurs reprises, sont lues pendant tout le XVIe siècle et encore dans les premières décennies du XVIIe siècle aux Pays-Bas septentrionaux, apparemment aussi par Coornhert et Van Mander, et incontestablement par Bredero, puisque ce dernier porte un jugement très sévère sur les prestations de Van Ghistele, même s'il emploie l'adaptation de Térence de ce dernier, ainsi qu'une autre, en français, de 1566, de Jean Bourlier, lorsqu'il conçoit sa pièce Moortje (La Mauresque).

## Ressources

### Sources
- (en) Baker, Mona. Routledge Encyclopedia of Translation Studies, Londres, Routledge, 2001.
- (nl) Coigneau, Dirk. « De Goudbloem en haar factor Jeronimus van der Voort », Jaarboek De Fonteine. année 1985-1986, Gand, Koninklĳke Soevereine Hoofdkamer van Retorica ‘De Fonteine’, 1987.
- (nl) Frederiks, Johannes Godefridus, et Frans Josef van den Branden. « Ghistele, Cornelis van », Biographisch woordenboek der Noord- en Zuidnederlandsche letterkunde, Amsterdam, L.J. Veen, 1881-1891, p. 278.
- (en) Grootes, Elidius Klaas, et Maria A. Schenkeveld-Van der Dussen. « The Dutch Revolt and the Golden Age, 1560-1700 », A Literary History on the Low Countries (réd. Theo Hermans), Rochester/Suffolk, Camden House, 2009.
- (nl) Knuvelder, Gerard Petrus Maria. Handboek tot de geschiedenis der Nederlandse letterkunde: deel 1, Bois-le-Duc, Malmberg, [s. d.] [ 1978 ], p. 517.
- (nl) Overdiep, Gerrit Siebe. Geschiedenis van de letterkunde der Nederlanden: deel 3, Anvers/Bruxelles, Standaard Boekhandel / Bois-le-Duc, Teulings' Uitgevers-maatschappij, [s. d.] [ 1944 ].
- (nl) Vinck-van Caekenberghe, Mireille. « Ghistele, Cornelis van », De Nederlandse en Vlaamse auteurs van middeleeuwen tot heden met inbegrip van de Friese auteurs (réd. Gerrit Jan van Bork et Pieter Jozias Verkruijsse), Weesp, De Haan, 1985, p. 221.
- (nl) Vinck-van Caekenberghe, Mireille. Een onderzoek naar het leven, het werk en de literaire opvattingen van Cornelis van Ghistele (1510/11-1573), rederijker en humanist, Gand, Koninklijke Academie voor Nederlandse Taal- en Letterkunde, 1996.
- (nl) Willems, Jan Frans. Verhandeling over de Nederduytsche tael- en letterkunde, opzigtelyk de zuydelyke provintien der Nederlanden: eerste deel 1, Anvers, J. S. Schoesetters, 1819, p. 244-245.
- (nl) Winkel (te), Jan. De ontwikkelingsgang der Nederlandsche letterkunde III: geschiedenis der Nederlandsche letterkunde van de Republiek der Vereenigde Nederlanden (1), 2e impr., Haarlem, Les héritiers F. Bohn, 1923.
- (nl) Witsen Geysbeek, Pieter Gerardus. « Cornelis van Ghistele », Biographisch anthologisch en critisch woordenboek der Nederduitsche dichters: deel 2 CAB-GYZ. C.L., Amsterdam, Schleijer, 1822, p. 377-378.